# Neochmia modesta
El diamante modesto (Neochmia modesta) es una especie de ave paseriforme de la familia Estrildidae propia de Australia. Habita en una zona que se estima abarca unos 100.000 a 1.000.000 km².

## Distribución y hábitat
Es una especie endémica de Australia. Su hábitat natural son la sabana seca y las zonas de arbustos secos subtropicales y tropicales de Australia.

## Características
Es un ave robusta, con un pico  fuerte y una cola larga. Mide unos 15 cm de largo. El nombre científico hace hincapié en la ausencia de la librea extravagante típica de muchas especies australianas, ya que los tonos marrones predominan en el plumaje de esta ave. La parte superior del cuerpo (nuca, dorso, alas y cola) de hecho son color marrón oscuro, con una tendencia a oscurecerse en la cola, mientras que el área ventral (mejillas, garganta, pecho, abdomen y grupas) es de color beige que se transforma en blanco en la parte central del vientre y en la zona inferior de la cola. El ave se distingue por su fino patrón tipo cebra que cubre las cejas, el cuello, el pecho, las grupas y la cola, mientras que en las remeras posee dos filas de manchas blancas. El pico es negro, las patas son de color carne y los ojos son de color marrón oscuro. El macho también posee un babero color óxido y una mancha frontal del mismo color (a menudo de un color más brillante que tiende a rojo púrpura), que en la hembra es más pequeño o se encuentra ausente, y en cualquier caso, con un predominio de marrón en rojo; también sus rayas son menos densas.
La hembra es similar al macho pero no posee la marca negra que posee el macho en su mentón.